# 新城 (利維夫州)
49°37′3″N 22°50′41″E / 49.61750°N 22.84472°E

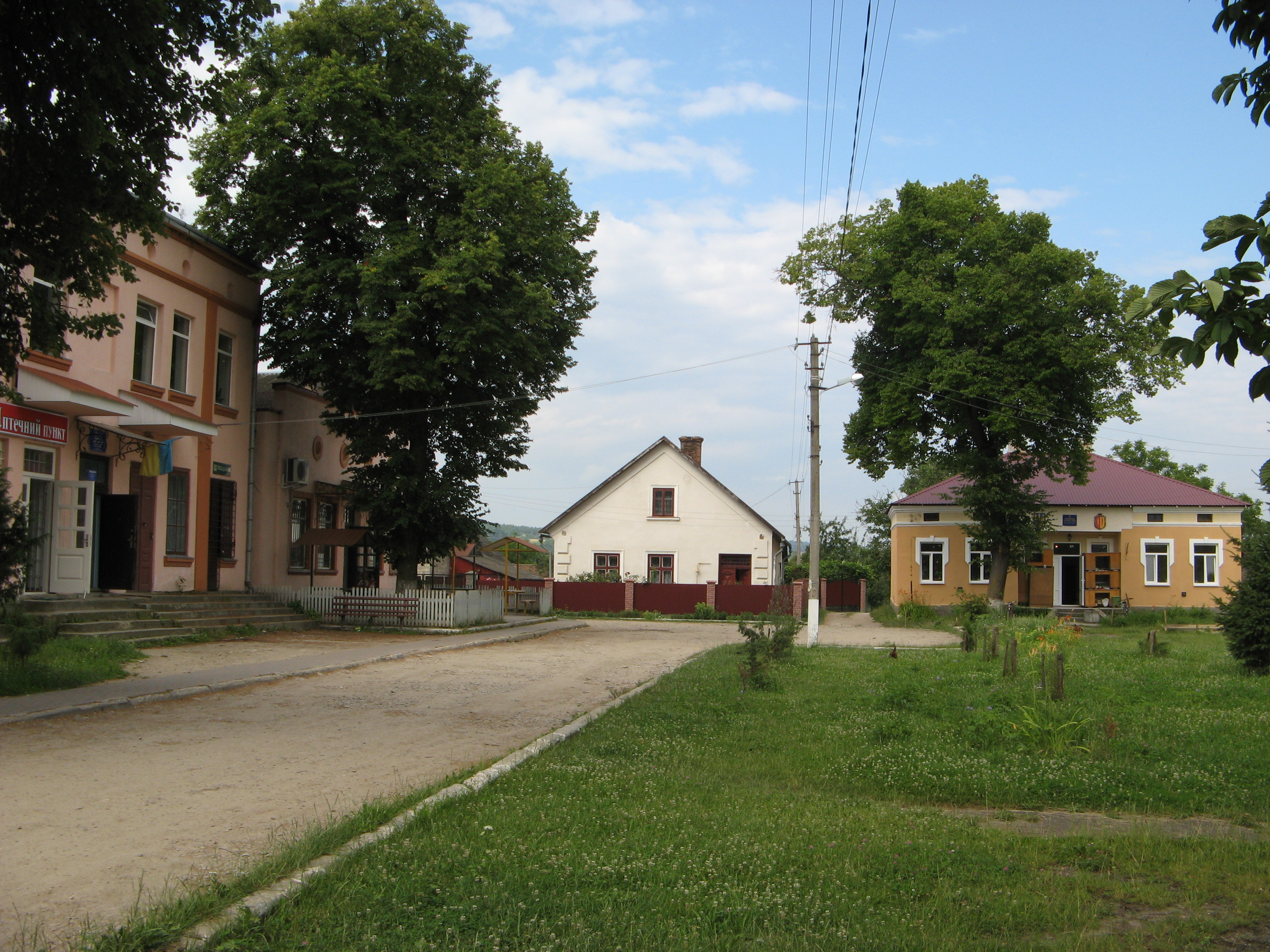

新城（羅馬化：Nove Misto）是烏克蘭西部的村莊，隸屬利維夫州的桑比爾區。該村處於維爾瓦河畔，始建於1301年，面積1.85平方公里，海拔高度250米，2015年人口878。